# Lövtäckvävare
Lövtäckvävare (Centromerus cavernarum) är en spindelart som först beskrevs av Ludwig Carl Christian Koch 1872.  Lövtäckvävare ingår i släktet Centromerus och familjen täckvävarspindlar. Enligt den finländska rödlistan är arten sårbar i Finland. Arten är reproducerande i Sverige. Artens livsmiljö är lundskogar. Inga underarter finns listade i Catalogue of Life.